# 亮叶含笑
亮叶含笑（学名：Michelia fulgens）为木兰科含笑属下的一个种。